# Kornprom Jaroonpong
Kornprom Jaroonpong (thailändisch กรพรหม จรูญพงศ์; * 12. Dezember 1988 in Surat Thani) ist ein thailändischer Fußballspieler.

## Karriere
Kornprom Jaroonpong erlernte das Fußballspielen in der Collegemannschaft des Assumption College in Thonburi, einem Bezirk in der thailändischen Hauptstadt Bangkok. Seinen ersten Vertrag unterschrieb er 2007 bei Muangthong United. Der Club aus Pak Kret, einem nördlichen Vorort von Bangkok, spielte damals in der dritten Liga, der Regional League Division 2. Mit dem Club wurde er Meister und stieg somit in die zweite Liga auf. 2008 ging er nach Singapur, wo er einen Vertrag bei Home United unterschrieb. Der Club spielte in der ersten Liga, der S. League. Nach einem Jahr kehrte er nach Thailand zurück. Hier schloss er sich dem Drittligisten Raj-Pracha FC aus Bangkok an. Nach der Saison wurde Raj-Pracha Meister der Region Bangkok und stieg in die zweite Liga auf. 2011 wechselte er zum Ligakonkurrenten Phuket FC nach Phuket. Hier spielte er bis Ende 2013. Der Erstligist PTT Rayong FC aus Rayong nahm ihn die Saison 2014 unter Vertrag. Nach acht Spielen in der ersten Liga, der Thai Premier League, ging er 2015 nach Ubon Ratchathani. Hier unterschrieb er einen Vertrag beim Drittligisten Ubon UMT United. Mit dem Club stieg er in die zweite Liga auf. 2016 wurde er mit dem Club Vizemeister der zweiten Liga und stieg somit in die erste Liga auf. 2018 ging er wieder nach Bangkok. Hier schloss er sich dem Erstligisten Police Tero FC an. Für Police spielte er achtmal in der Hinserie. Von Mitte 2018 bis Ende 2019 wurde er an den Zweitligisten Samut Sakhon FC nach Samut Sakhon ausgeliehen. Nach seiner Rückkehr wurde er dann vereinslos.

## Erfolge
Muangthong United
- Regional League Division 2

Meister: 2007  ▲
Raj-Pracha FC
- Regional League Division 2 – Region Bangkok

Meister: 2009  ▲
Ubon UMT United
- Regional League Division 2 – Region North/East

Vizemeister: 2015
- Regional League Division 2 – Champions League

Sieger: 2015  ▲
- Thai Premier League Division 1

Vizemeister: 2016  ▲